# Frédéric Torossian
Pour les articles homonymes, voir Torossian.
Pas d'image ? Cliquez ici

a Compétitions nationales et continentales officielles uniquement.

b Matchs officiels uniquement.
Dernière mise à jour le 28 avril 2024.
Frédéric Torossian, né le 15 mai 1966 à Auch (Gers), est un joueur international français de rugby à XV, évoluant au poste de demi de mêlée (1,75 m pour 84 kg) et qui est devenu entraîneur.
Avec la Section paloise, il remporte le Challenge européen en 2000.
Il est le fils d'Antranik Torossian.

## Palmarès
Avec le FC Auch
- Championnat de France Reichel B :
  - Vice-champion (1) : 1984

Avec l'AS Beziers
- Coupe de France :
  - Vainqueur (1) : 1986

Avec la Section paloise
- Championnat de France de première division :
  - Demi-finaliste (2) : 1996 et 2000
- Coupe de France Yves du Manoir :
  - Vainqueur (1) : 1997
- Challenge Yves du Manoir :
  - Finaliste (1) : 1996
- Challenge Européen :
  - Vainqueur (1) : 2000

### En équipe de France
- Frédéric Torossian a connu une sélection avec le XV de France, le 1er juin 1997 contre les Roumains.

## Carrière d'entraîneur

### En club
Avec la Section paloise
1. 2000-2001 : Adjoint de Jacques Brunel
2. 2001-2002 : Son adjoint est son père, Antranik
3. 2002-2003 : Adjoint de Jean-Louis Luneau, directeur sportif, (avec Jean-Philippe Coyola)
4. 2003-2004 : Adjoint de Jean-Louis Luneau, directeur sportif, (avec Jean-Philippe Cariat).

Avec Tarbes Pyrénées
1. 2006 - fév. 2008 (avec Philippe Carbonneau)